# Dansk Kammermusikforbund
Dansk Kammermusikforbund (DKF) er en landsdækkende forening af amatørmusikere, som mødes om at spille klassisk kammermusik, ofte med instruktion fra professionelle instruktører. Foreningens aktiviteter består hovedsagelig i fire årlige stævner, hvor medlemmerne mødes for at spille kammermusik sammen, samt en medlemsliste med kontaktoplysninger, så medlemmerne kan kontakte hinanden for yderligere samspil.
DKF blev stiftet den 8. februar 1969 med formålsparagraffen
Det er forbundets formål at udbrede kendskabet til og fremme den aktive udøvelse af kammermusik blandt amatører, f.eks ved afholdelse af instruktionskurser og i øvrigt samarbejde med andre landes foreninger og institutioner med samme formål.
Hovedinitiativtager var grosserer Henning Svendsen, som også blev forbundets første formand. Den øvrige bestyrelse bestod af Povl Geistrup, Marianne Granvig, Knud Frederiksen og Frank Borchorst.
I løbet af et par år havde medlemstallet passeret 200. I mange år var det på over 300, men igennem 2010’erne har medlemstallet været faldende og var i 2021 atter nede omkring 200.
En kortere og mere uformel formålsformulering, der senere er blevet benyttet er:
Forbundets formål er at skabe kontakt mellem amatører og give dem lejlighed til at lære at spille kammermusik under kyndig vejledning. 
Konceptet med et årligt sommerstævne på en uge og to årlige weekendstævner har været grundstammen i DKF lige fra start. Disse stævner er medlemmernes chance for at få instruktion af professionelle musikere.
Typisk deltager 5-15 ensembler i et stævne – flest i sommerstævnerne - men tallet har flere gange været højere. De første år var det primært strygerensembler, men senere kom flere og flere både blæsere og pianister til.
Stævnerne har fundet sted mange steder i tidens løb. Blandt de hyppigst benyttede kan nævnes Nordisk Højskole i Snoghøj, Vesterlund Ungdomsskole, Den Nordiske Lejrskole i Hillerød, Askov Højskole, Fjordgården i Ringkøbing og senest Brogården i Strib.
Stævnerne afholdes med støtte fra Statens Kunstfond.
I starten af 90’erne tilkom en ny type arrangement, kvartetiaden, hvor der trækkes lod om, hvem der skal spille med hvem, og hvad der skal spilles. På den ene dag, kvartetiaden varer, kommer hver deltager til at spille 4 forskellige værker i 4 forskellige ensembler. Dog uden instruktion.
Derudover har der også af og til været holdt andre typer arrangementer, f.eks komponistseminarer.
Fra 2021 har foreningen desuden med hjælp fra en privat fond, Mogens og Ulla Folmer Andersens Almennyttige Fond, kunnet tilbyde professionel instruktion til medlemmernes ensembler uden for stævnerne.
DKF er medlemsorganisation under Amatørmusik Danmark, som også er paraplyorganisation for amatørorkestre og kor. DKF er endvidere medlem af Musisk Center Askov, som giver mulighed for lokaleleje og indkvartering på Askov Højskole i forbindelse med musikstævner.

## Øvrige kilder
Dansk Kammermusikforbunds hjemmeside